# Schizonella pusilla
Schizonella pusilla är en svampart som först beskrevs av Cooke & Peck, och fick sitt nu gällande namn av Raffaele Ciferri 1931. Schizonella pusilla ingår i släktet Schizonella och familjen Anthracoideaceae.   Inga underarter finns listade i Catalogue of Life.